# بالاتونبوگلار
بالاتونبوگلار (به مجاری: Balatonboglár) یک منطقهٔ مسکونی در مجارستان است که در ناحیه فونیود واقع شده‌است. بالاتونبوگلار ۳۲٫۰۴ کیلومتر مربع مساحت و ۵٬۷۹۸ نفر جمعیت دارد.

## خواهرخوانده
شهر بونیگهایم خواهرخواندهٔ بالاتونبوگلار هست.